# (5391) Emmons
(5391) Emmons est un astéroïde de la ceinture principale.

## Description
(5391) Emmons est un astéroïde de la ceinture principale. Il fut découvert le 13 septembre 1985 à l'observatoire Palomar par Eleanor Francis Helin. Il présente une orbite caractérisée par un demi-grand axe de 2,26 UA, une excentricité de 0,24 et une inclinaison de 2,5° par rapport à l'écliptique.

## Compléments